# Luisa González Alcívar
Luisa Magdalena González Alcívar (Quito, 22 de novembre de 1977) és una advocada i política equatoriana que s'exercí en diversos càrrecs durant el govern de l'expresident Rafael Correa. És candidata presidencial del Moviment Revolució Ciutadana a les eleccions presidencials de l'Equador de 2023.

## Trajectòria
Luisa Magdalena González Alcívar va néixer el 22 de novembre de 1977 a la ciutat de Quito, pel fet que els seus pares estaven de vacances en aquesta ciutat. Després els seus pares van retornar al seu lloc de residència a la parròquia Canuto de la província de Manabí.
Després de realitzar els seus estudis a la Universitat Internacional de l'Equador, es va graduar en Dret. Posteriorment, va obtenir un màster en Alta Gerència a l'Institut d'Alts Estudis Nacionals. Compta també amb un màster en Economia Internacional i Desenvolupament per la Universitat Complutense de Madrid.
El 2008 va treballar com a assessora de la Secretaria de Comunicació i Informació de la Presidència de l'Equador, i aquell mateix any es va convertir en coordinadora General de Recursos Humans, Desenvolupament Institucional i Capacitació de la Superintendència de Companyies.
El 2010, va assumir el rol de coordinadora General d'Agenda Estratègica Presidencial. Després, el 2011, va ser designada com a vicecònsol de l'Equador a Madrid, i el 2014, com a Viceministra de Gestió Turística i després com a ministra titular.
El 2015, va ser nomenada Subsecretària encarregada de l'Agenda Presidencial i, posteriorment, secretària General de Despatx Presidencial. Aquell mateix any, també va ocupar el càrrec de Cònsol General de l'Equador a Madrid.
El 4 de gener de 2017 va ser designada pel president Correa, com a Secretària Nacional de l'Administració Pública. El 24 de maig, l'entrant president Lenín Moreno va decretar suprimir la secretaria. El 19 de maig de 2017 va ser nomenada Ministra de Treball. Va mantenir aquest càrrec fins al canvi de presidència. Més endavant va ser Cònsol General de l'Equador a Alacant.
El 2018 va ser nomenada secretària nacional del Parlament Andí, i el 2019 es va exercir com a assessora en el mateix organisme.

## Carrera política

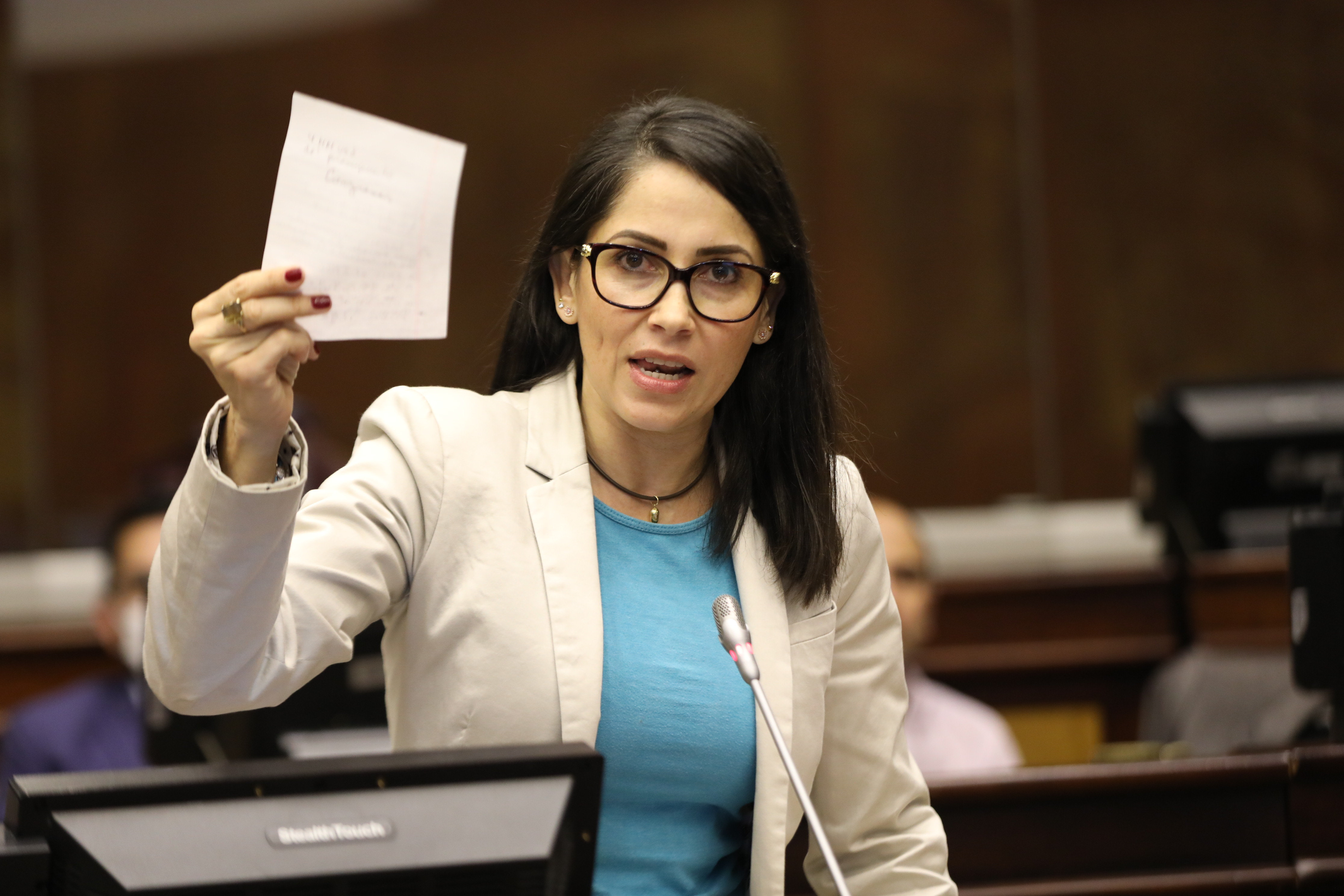
González a un ple de l'Assemblea

González va ser elegida diputada en les eleccions legislatives de 2021, en representació de la província de Manabí, per l'aliança Unió per l'Esperança.
El 17 de maig de 2023, a les primeres hores del matí, el president Guillermo Lasso va signar el Decret Executiu 741, en què va activar l'article 148 de la Constitució Nacional, anomenat «mort creuada», argumentant la «greu crisi política i commoció interna», dissolent l'Assemblea Nacional i convocant eleccions presidencials i legislatives extraordinàries.
El 10 de juny de 2023 va ser designada candidata presidencial en representació del Moviment de la Revolució Ciutadana per a participar en les eleccions presidencials anticipades de 2023, en binomi amb Andrés Arauz com a vicepresident. El 13 de juny, mentre es dirigia a inscriure la seva candidatura presidencial al Consell Nacional Electoral en companyia dels seus simpatitzants, van ser atacats amb gas pebre per part de la Policia Nacional.
Durant la seva campanya, González es va comprometre a convertir l'expresident Rafael Correa en una figura central de la seva administració, designant-lo com a «principal assessor». També va declarar que tractaria els Estats Units d'Amèrica de la mateixa manera que ho faria amb altres països. A més, va emfatitzar que els Estats Units han de respectar l'«autodeterminació» del país.
En la primera volta de les eleccions va quedar en primer lloc amb un 33,5 % dels vots, i perdé la presidència a la segona volta, el 15 d'octubre de 2023, amb el candidat conservador Daniel Noboa, d'Acció Democràtica Nacional.
Es va presentar de nou a les eleccions presidencials de l'Equador de 2025, i passà a la segona volta, contra Daniel Noboa, repetint la segona volta de 2023, que va tornar a perdre.